# Васильев, Виктор Фадеевич
Виктор Фадеевич Васильев (28 ноября 1938, Смоленск — 7 ноября 1994, Берлин) — советский российский связист, руководитель Московской городской телефонной сети в 1975—1994 годах.

## Биография
В 1957 году окончил Смоленский электротехникум связи. До 1971 работал на предприятиях Министерства связи РСФСР, одновременно с этим учился во ВЗЭИС (Всесоюзном заочном электротехническом институте связи), который окончил в 1967.
В 1971 году пришёл работать на МГТС — тогда он стал начальником Тимирязевского телефонного узла.
В 1975 назначен на должность руководителя МГТС.
С именем Виктора Васильева связывают интенсивное развитие компании. В частности, при нём была проведена реорганизация справочной службы, введён в эксплуатацию вычислительный центр на базе ЭВМ и создан отдел автоматизации систем управления.
При его непосредственном участии возник ряд совместных предприятий — «дочек» МГТС, в частности, «Инфотел», «Комбеллга» и др.
Кандидат экономических наук. В 1988 Виктору Васильеву было присвоено звание доцента, в 1992 — профессора, он возглавлял кафедру в МТУСИ.
Скоропостижно скончался в 1994 году. Похоронен на Кунцевском кладбище Москвы.

## Награды и звания
- Орден Дружбы народов;
- Орден Трудового Красного Знамени;
- Почётное звание «Заслуженный связист РСФСР»;
- Почётное звание «Мастер связи»;
- Орден орла II степени.

## Память
В память о Викторе Васильеве лучшим новаторам МГТС была учреждена специальная ежегодная премия.
12 декабря 2008 Виктору Васильеву установили мемориальную доску на историческом здании первой московской районной автоматической телефонной станции (улица Большая Ордынка, дом 25), где сейчас располагается главный офис МГТС. Примечательно, что эту же доску ранее установили на другом здании, принадлежащем МГТС, снять и переустановить её пришлось из-за сноса строения.